# Хрди, Сара
Сара Блаффер Хрди (англ. Sarah B. (Blaffer) Hrdy; род. 11 июля 1946, Даллас) — американский антрополог и приматолог, теоретик эволюции, социобиолог и феминистка.
Доктор философии (1975), эмерит-профессор Калифорнийского университета в Дейвисе, профессор Корнелла. Член НАН США (1990) и Американского философского общества (2011). Отмечена NAS Award for Scientific Reviewing (2014).
Также она является ассоциатом Музея археологии и этнологии Пибоди. Наиболее известная её книга — «Mother Nature» (1999).

## Биография
Происхождением из обеспеченной семьи нефтяников.
Окончила Рэдклиффский колледж (бакалавр summa cum laude, 1969). Степень доктора философии по антропологии получила в Гарварде в 1975 году, с диссертационным исследованием детоубийства у приматов. Её наблюдения годом ранее оного у лангуров положили начало научным дебатам, продолжающимся поныне, - отмечалось в THE в 2010 году.
Ныне эмерит-профессор антропологии Калифорнийского университета в Дейвисе, куда поступила на кафедру антропологии в 1984 году, эмерит с 1996 года.
Член Американской академии искусств и наук (1992) и Калифорнийской академии наук (1985).
Являлась членом редсоветов Evolutionary Anthropology и Human Nature.
В 2001 году вошла в «Fifty Most Important Women in Science» по версии Discover Magazine. Отмечена в 2012 году — за Mothers and Others — J.I. Staley Prize от School of Advanced Research и Howells Prize от American Anthropological Association. Howells Prize Хрди отмечалась всего дважды — впервые в 2001 году.
Почетный доктор Гарварда (2009) и др. Также удостоилась Harvard Centennial Medal.
Замужем за медиком, трое детей, бабушка. Проживает в Северной Калифорнии.
«Сара Блаффер Хрди — один из самых оригинальных и влиятельных умов в эволюционной антропологии» («Sarah Blaffer Hrdy is one of the most original and influential minds in evolutionary anthropology»), — отмечал Melvin Konner.